# イーゾラ・デッラ・スカーラ
イーゾラ・デッラ・スカーラ（伊: Isola della Scala）は、イタリア共和国ヴェネト州ヴェローナ県にある、人口約12,000人の基礎自治体（コムーネ）。

## 地理

### 位置・広がり

#### 隣接コムーネ
隣接するコムーネは以下の通り。
- ボヴォローネ
- ブッタピエトラ
- エルベ
- ノガーラ
- オッペアーノ
- サリッツォーレ
- トレヴェンツオーロ
- ヴィガージオ

### 気候分類・地震分類
気候分類では、zona E, 2348 GGに分類される。
また、イタリアの地震リスク階級 (it) では、zona 3 (sismicità bassa) に分類される。

## 姉妹都市
- ブーデンハイム、ドイツ 1992年